# Trifolium wigginsii
Trifolium wigginsii är en ärtväxtart som beskrevs av John Montague Gillett. Trifolium wigginsii ingår i släktet klövrar, och familjen ärtväxter. IUCN kategoriserar arten globalt som livskraftig. Inga underarter finns listade i Catalogue of Life.